# HD 20797
HD 20797，又名BD+64 391，SAO 12743、HR 1009，是一颗恒星，视星等为5.23，位于銀經138.46，銀緯6.44，其B1900.0坐标为赤經3h 15m 59.3s，赤緯+64° 6.44′ 43″。